# Mont Taishaku (Tochigi)
Pour l’article homonyme, voir Mont Taishaku à Kobe dans la préfecture de Hyōgo.
Le mont Taishaku (帝釈山, Taishaku-san) est une montagne du Japon située dans la préfecture de Tochigi.

## Géographie

### Situation
| \| Nantai Tarō Nyohō Taishaku Nikkō-Shirane Ōmanako Komanako Lac Chūzenji Nikkō Rivière Daiya \| Le mont Taishaku dans les monts Nikkō. |
| Nantai Tarō Nyohō Taishaku Nikkō-Shirane Ōmanako Komanako Lac Chūzenji Nikkō Rivière Daiya                                              |

Le mont Taishaku est entièrement situé dans la ville de Nikkō (préfecture de Tochigi), sur l'île de Honshū, au Japon. Environ 120 km au nord de l'agglomération de Tokyo, il est l'un des sommets des monts Nikkō, un complexe volcanique de l'Ouest de Nikkō dominé par le mont Nikkō-Shirane, son point culminant, à 2 578 m d'altitude.

### Topographie
Le mont Taishaku est un volcan gris sans cratère, constitué de multiples strates de coulées de lave figée, de son sommet jusqu'à sa base. Son point culminant, à l'altitude de 2 455 m, est un dôme de lave au sommet plat et pierreux. Avec le mont Komanago voisin, le volcan forme, sur son versant sud-ouest, le col de montagne Fujimi (2 036 m). Sur son versant est, un chemin de crête, d'environ 700 m de long, le relie au sommet du mont Nyohō.

### Panorama

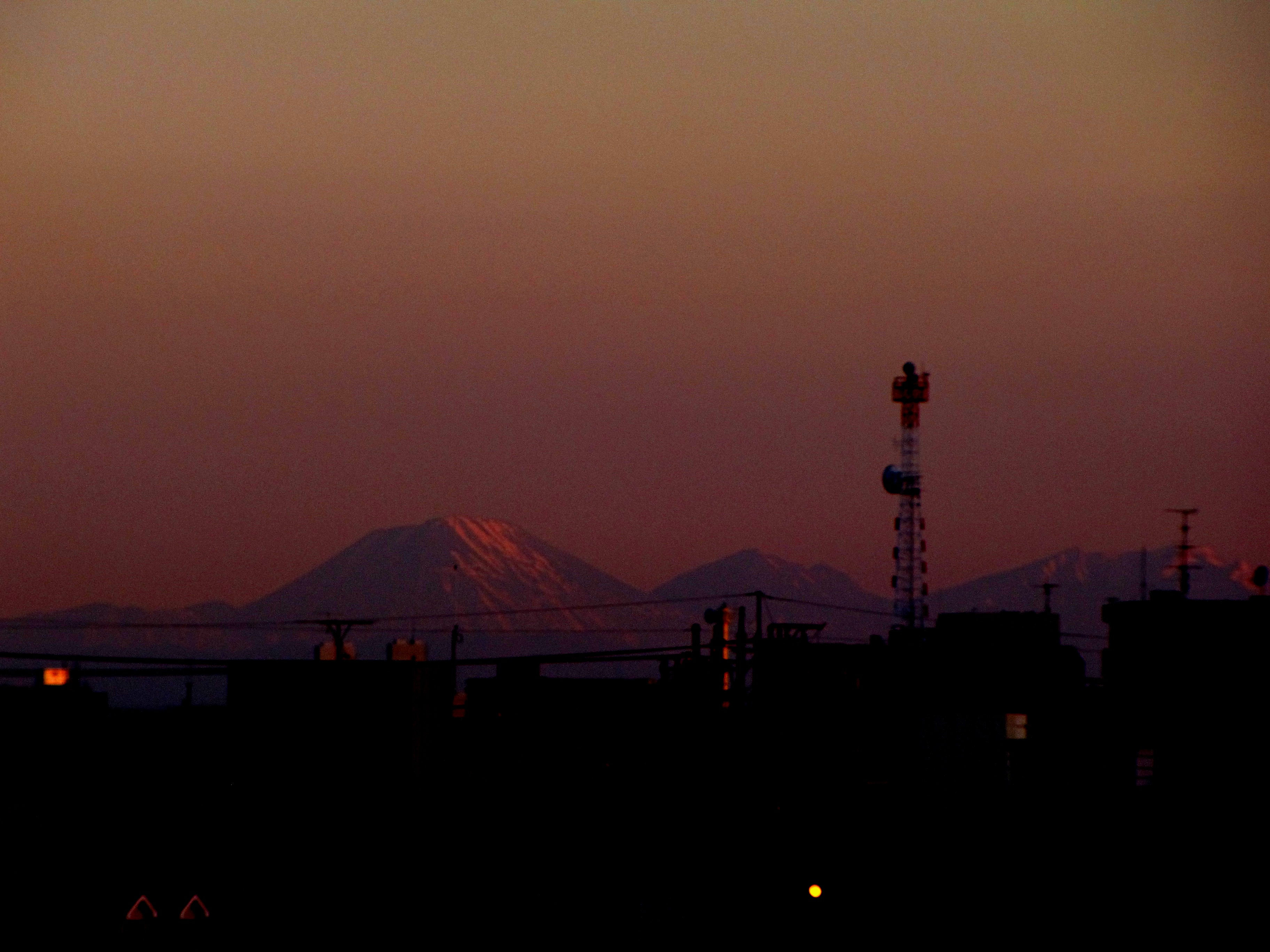
Le mont Taishaku depuis Saitama, 100 km au sud-est de Nikkō.

Le sommet du mont Taishaku offre une vue panoramique sur les autres volcans des monts Nikkō, les monts Komanago, Ōmanago, Nantai et Nyohō voisins notamment, le haut plateau Senjō, la zone d'habitation d'Imaichi à l'est et, plus largement, la plaine de Kantō au sud-est.
Au loin, par temps très clair, il est possible de voir ou d'apercevoir le mont Hiuchi du village de Hinoemata dans la préfecture voisine de Fukushima, la plus haute montagne de la région du Tōhoku, l'océan Pacifique, à l'est, le mont Akagi, le plus haut sommet de la préfecture de Gunma, le mont Kumotori, point culminant de la métropole de Tōkyō dans les monts Okuchichibu, et le mont Fuji, distant de 170 km au sud-ouest.
Lorsque le ciel est bien dégagé, le mont Taishaku est visible du haut des immeubles élevés de la capitale japonaise, du dernier étage du Sunshine 60 par exemple, un gratte-ciel du quartier d'Ikebukuro, et aussi de l'île artificielle Umi-hotaru, une aire de repos de la Tokyo Wan Aqua-Line, en baie de Tokyo, 120 km au sud-est de Nikkō.

### Climat
Le climat du mont Taishaku correspond à celui d'Oku-Nikkō, la partie sud-ouest de la ville de Nikkō. Il est du type continental humide. La température annuelle moyenne est d'environ 7 °C et les précipitations annuelles sont de 2 169 mm. L'hiver le mercure peut descendre jusqu'à −9 °C et grimper jusqu'à 23 °C en été.
En hiver, un vent froid et humide venu de Sibérie, via la mer du Japon, apporte de la neige sur les sommets des monts Nikkō.
| Mois                                | jan.  | fév.  | mars  | avril | mai   | juin  | jui.  | août  | sep.  | oct.  | nov.  | déc.  | année   |
| ----------------------------------- | ----- | ----- | ----- | ----- | ----- | ----- | ----- | ----- | ----- | ----- | ----- | ----- | ------- |
| Température minimale moyenne (°C)   | −8,1  | −8,8  | −5,1  | 0,1   | 5,1   | 10,1  | 14,4  | 15,3  | 11,6  | 5,1   | −0,2  | −5    | 2,9     |
| Température moyenne (°C)            | −4,1  | −3,9  | −0,7  | 5     | 9,9   | 13,7  | 17,7  | 18,7  | 14,9  | 9,1   | 4     | −1    | 6,9     |
| Température maximale moyenne (°C)   | −0,4  | 0     | 3,6   | 10    | 14,8  | 17,7  | 21,6  | 22,6  | 18,6  | 13,2  | 8,2   | −2,9  | 10,3    |
| Ensoleillement (h)                  | 170,2 | 162,1 | 188,1 | 185,9 | 167,8 | 107   | 108,3 | 128,3 | 100,4 | 128,9 | 152,7 | 164,7 | 1 764,4 |
| Précipitations (mm)                 | 52,3  | 58,8  | 109,4 | 157,8 | 174,6 | 220,9 | 277   | 394,2 | 363,2 | 201,8 | 107,6 | 51,4  | 2 169   |
| dont neige (cm)                     | 114   | 124   | 113   | 23    | 0     | 0     | 0     | 0     | 0     | 1     | 12    | 62    | 449     |
| Nombre de jours avec précipitations | 15    | 15    | 19    | 16    | 16    | 20    | 23    | 20    | 22    | 15    | 11    | 10    | 202     |
| Humidité relative (%)               | 65    | 65    | 66    | 68    | 75    | 85    | 87    | 87    | 87    | 80    | 71    | 66    | 75      |
| Nombre de jours avec neige          | 25,1  | 21,8  | 29,9  | 6,8   | 0,8   | 0     | 0     | 0     | 0     | 0,6   | 6,5   | 20    | 101,5   |
| Nombre de jours avec brouillard     | 2,8   | 4,8   | 5,8   | 9,4   | 12,9  | 14,7  | 17,6  | 15,3  | 14,9  | 11,4  | 6,6   | 4,3   | 120,3   |

| Diagramme climatique                                  |           |              |            |              |               |             |               |               |              |              |            |
| J                                                     | F         | M            | A          | M            | J             | J           | A             | S             | O            | N            | D          |
| −0,4−8,152,3                                          | 0−8,858,8 | 3,6−5,1109,4 | 100,1157,8 | 14,85,1174,6 | 17,710,1220,9 | 21,614,4277 | 22,615,3394,2 | 18,611,6363,2 | 13,25,1201,8 | 8,2−0,2107,6 | −2,9−551,4 |
| Moyennes : • Temp. maxi et mini °C • Précipitation mm |           |              |            |              |               |             |               |               |              |              |            |